# Lijst van rectores magnifici van de Erasmus Universiteit Rotterdam
Dit is een lijst van rectores magnifici van de Erasmus Universiteit Rotterdam, eerder geheten: Nederlandsche Handels-Hoogeschool (1913-1938), Hoogeschool voor Economische Wetenschappen/Nederlands(ch)e Economische Hoogeschool (1939-1972).
De twee bekendste Rotterdamse rectoren zijn waarschijnlijk Johan Witteveen, Nederlands minister van Financiën (1967-1971) en directeur van het IMF (1978-1979), en Alexander Rinnooy Kan, voorzitter van VNO en de SER, en Eerste Kamerlid (2015-2019).

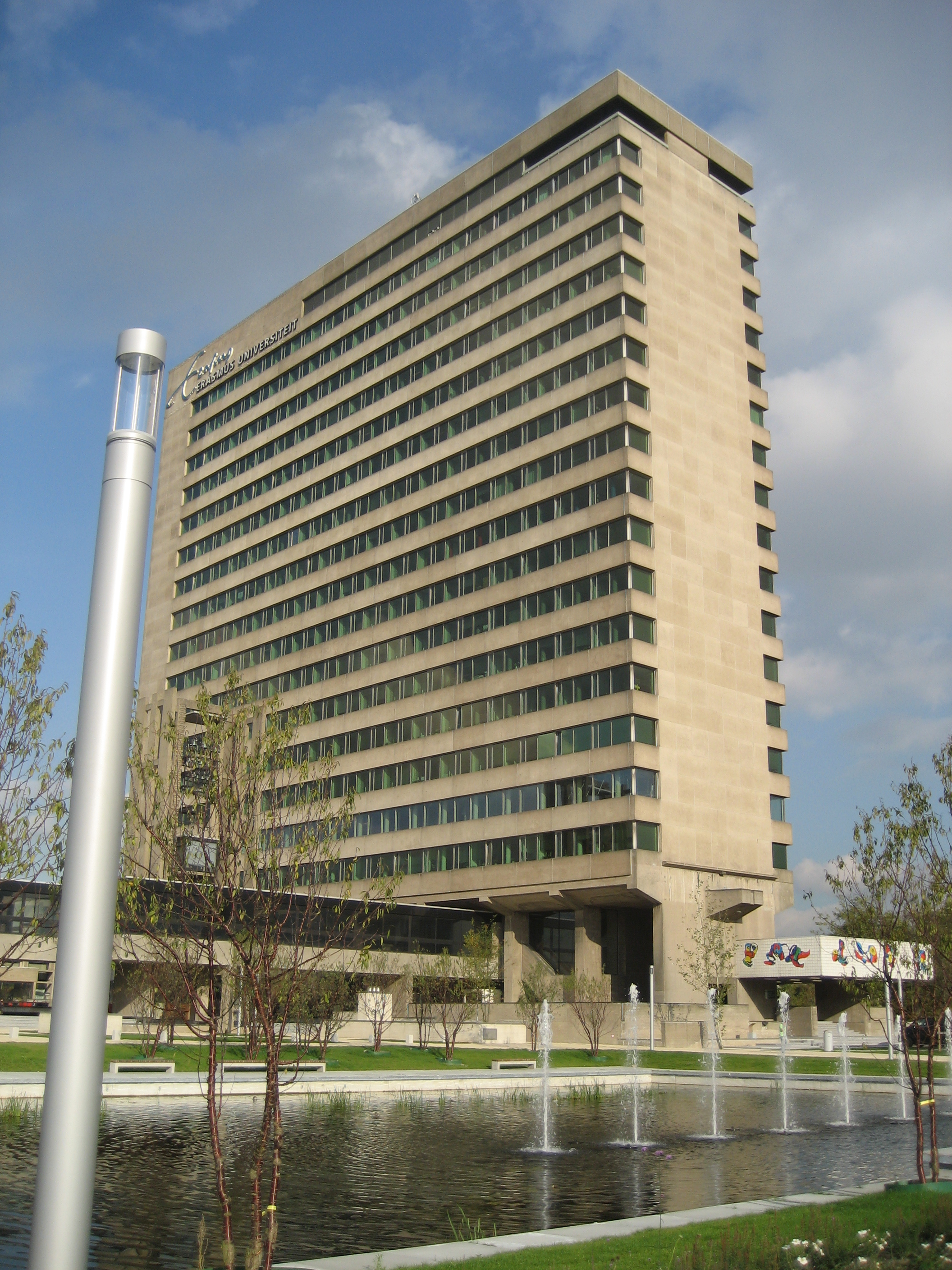
Erasmus Universiteit Rotterdam

| Periode      | Naam rector magnificus             | Portret |
| ------------ | ---------------------------------- | ------- |
| 1913 - 1918  | Gijsbert Weijer Jan Bruins         |         |
| 1918 - 1919  | Nicolaas Posthumus                 |         |
| 1919 - 1920  | Johannes Godfried de Jongh         |         |
| 1920 - 1921  | Willem Hendrik Drucker             |         |
| 1921 - 1922  | François de Vries                  |         |
| 1922 - 1923  | Hendrik Rudolph Ribbius            |         |
| 1923 - 1924  | Pieter Eduard Verkade              |         |
| 1924 - 1925  | Nico Jacob Polak                   |         |
| 1925 - 1926  | Zeger Willem Sneller               |         |
| 1926 - 1927  | Willem Boerman                     |         |
| 1927 - 1928  | Willem Hendrik Drucker             |         |
| 1928 - 1929  | François de Vries                  |         |
| 1929 - 1930  | Hendrik Rudolph Ribbius            |         |
| 1930 - 1931  | Pieter Eduard Verkade              |         |
| 1931 - 1932  | Nico Jacob Polak                   |         |
| 1932 - 1933  | Zeger Willem Sneller               |         |
| 1933 - 1934  | Willem Boerman                     |         |
| 1934 - 1935  | Carl Wilhelm de Vries              |         |
| 1935 - 1936  | François de Vries                  |         |
| 1936 – 1937  | Pieter Eduard Verkade              |         |
| 1937 – 1938  | Nico Jacob Polak                   |         |
| 1938 – 1939  | Zeger Willem Sneller               |         |
| 1939 – 1940  | Willem Boerman                     |         |
| 1940 – 1943  | George Gonggrijp                   |         |
| 1943 – 1944  | Johan Frederik ten Doesschate      |         |
| 1944 – 1945  | George Gonggrijp                   |         |
| 1945 – 1947  | Carl Wilhelm de Vries              |         |
| 1947 – 1949  | Ph.A.N. Houwing                    |         |
| 1949 – 1950  | Christiaan Glasz                   |         |
| 1950 – 1951  | Henk Lambers                       |         |
| 1951 – 1952  | Johan Witteveen                    |         |
| 1952 – 1953  | Johannes Herman Kernkamp           |         |
| 1953 – 1954  | Bernard Schendstok                 |         |
| 1954 – 1955  | Barend Pruijt                      |         |
| 1955 – 1956  | Willem Boerman                     |         |
| 1956 – 1957  | Jan Wisselink                      |         |
| 1957 – 1958  | Christiaan Glasz                   |         |
| 1958 – 1959  | Henk Lambers                       |         |
| 1959 – 1960  | Jo van Stuijvenberg                |         |
| 1960 – 1964  | Henk Lambers                       |         |
| 1964 - 1965  | Hein Kuhlmeijer                    |         |
| 1965 - 1966  | Tammo Jacob Bezemer                |         |
| 1966 - 1967  | Roelof Burgert                     |         |
| 1967 – 1968  | Arend Isaac Diepenhorst            |         |
| 1968 - 1970  | Wiek Slagter                       |         |
| 1970 - 1971  | Henk Lambers                       |         |
| 1971 – 1974  | Carel van der Weijden              |         |
| 1974 - 1975  | Peter Klein                        |         |
| 1975 - 1979  | Bart Leijnse                       |         |
| 1979 - 1983  | Jan Sperna Weiland                 |         |
| 1983 – 1986  | M.W. (Ries) van Hof                |         |
| 1986 – 1989  | Alexander Rinnooy Kan              |         |
| 1989 - 1993  | Cornelis Johannes (Kees) Rijnvos   |         |
| 1993 - 2000  | Piet Akkermans                     |         |
| 2000 - 2003  | Jan van Bemmel                     |         |
| 2004 - 2009  | Steven Lamberts                    |         |
| 2009 - 2013  | Henk Schmidt                       |         |
| 2013 - 2018  | Huibert Pols                       |         |
| 2018 - 2020  | Rutger Engels                      |         |
| 2021         | Frank van der Duyn Schouten (a.i.) |         |
| 2021 - 2024  | Annelien Bredenoord                |         |
| 2024 - heden | Jantine Schuit                     |         |